# Siewcy Lednicy
Siewcy Lednicy – zespół muzyczny związany ze Wspólnotą Lednica 2000 przy kościele oo. Dominikanów w Poznaniu. Grupa powstała, aby wspierać muzycznie oraz promować w Polsce i na świecie Spotkania Młodych Lednica 2000, które mają miejsce na Polach Lednickich. Ich teksty i kompozycje nawiązują zawsze do aktualnego w danym roku tematu lednickich spotkań. Inspiracją dla ich twórczości są słowa Ojca Świętego Jana Pawła II, Pismo Święte i codzienność wierzącego człowieka. Na początku swojej muzycznej drogi Siewcy Lednicy wykorzystywali elementy folkloru góralskiego, obecnie czerpią inspirację z różnych gatunków muzycznych, m.in. reggae, pop, muzyka ludowa.

## Historia
Początki zespołu sięgają Spotkania Lednickiego w roku 2000, podczas którego ich twórca, dominikanin ojciec Jan W. Góra OP zaproponował, by tradycyjną formę spotkania, modlitwy i medytacyjne utwory uzupełnić o element tańca i radosnej muzyki. Kilka miesięcy później Piotr Ziemowski, muzyk związany ze Spotkaniami Lednickimi, spotkał w Sanktuarium Matki Niezawodnej Nadziei na Jamnej Marcina Pokusę, muzyka folkowego z Żywiecczyzny i wspólnie stworzyli pierwszy utwór Tańcem chwalmy Go, którym zadebiutowali jako zespół Siewcy Lednicy w 2001 roku podczas V Spotkania Młodych Lednica 2000.
W kolejnych latach Siewcy Lednicy tworzyli muzykę na potrzebę spotkań młodzieży Lednica 2000 i rozpoczęli koncertowanie w miastach w całej Polsce oraz za granicą (Niemcy, Włochy, Wielka Brytania, USA). W 2004 roku zespół wydał pierwszą płytę Tańcem chwalny Go!" z 11 autorskimi utworami. W kolejnych latach do zespołu dołączali nowi muzycy, którzy uzupełniali folkowe brzmienie zespołu (m.in. Kuba "Topór" Grzybek – sekund, Damian Kujawski – akordeon).
Popularność zespołu spowodowała, że stał się obecny na większości wydarzeń religijnych w Polsce i za granicą.
W 2006 roku zespół skomponował utwór "Nie lękajcie się" jako zaproszenie papieża Benedykta XVI  przez młodzież do Polski oraz animował muzycznie jego powitanie na krakowskich Błoniach.
Również w 2006, na zaproszenie TVP2, Siewcy Lednicy wzięli udział w koncercie z okazji 25-lecia Fundacji im. Jana Pawła II w Watykanie, razem z artystami: Natalia Kukulska, Mieczysław Szcześniak, Małgorzata Kożuchowska, Andrzej Seweryn, Piotr Adamczyk.
W 2008 roku powstały kolejne dwa albumy: Nie lękajcie się oraz Dla nas i świata całego – Koronka do Bożego Miłosierdzia, a zespół zaczął jeszcze bardziej intensywne koncertowanie.
W 2013 zespół zagrał koncert towarzyszący spotkaniu z ojcem Janem Górą w Studio Koncertowym Polskiego Radia im. Agnieszki Osieckiej.
W 2014 Siewcy Lednicy animowali czuwanie Polaków na Piazza Navona w Rzymie przed kanonizacją św. Jana Pawła II.
W 2015 roku, po odejściu z zespołu Marcina Pokusy, do składu dołączyła Agnieszka Chrostowska, jako jeden z wiodących wokali. Zmiana w składzie zaowocowała również zmianą w stylistyce muzycznej zespołu i przejściem z góralskiego folku do brzmień bliższych muzyce pop.
W 2015 zespół opublikował kolejny album Nasze oczekiwanie z 12 utworami, a w tym hymnem pielgrzyma Jezu, ufam Tobie, który przygotowywał młodych na XXXI Światowy Dzień Młodych w Krakowie w 2016 roku.
W 2016 Siewcy Lednicy animowali muzycznie wszystkie czuwania przed spotkaniami z papieżem Franciszkiem podczas XXXI Światowego Dnia Młodych w Krakowie dla 2 mln ludzi oraz zagrali koncert przy Ostrej Bramie w Wilnie na zakończenie Roku Miłosierdzia. Tego roku Fundacja Maltańska uhonorowała zespół Nagrodą Feniksa Maltańskiego „Za ewangeliczny zasiew wyrażany muzyką, śpiewem i tańcem."
W 2018 zespół wydał kolejny album o tytule Odszedł Pasterz, tym razem z muzyką wielkopostną w autorskich aranżacjach.
W 2019 Siewcy Lednicy zagrali koncert podczas XXXII Światowych Dni Młodych w Panamie dla obecnych tam młodych Polaków i ich duszpasterzy. W koncercie wzięli udział również: Darek Malejonek, fr. Stan Fortuna, Olga Szomańska, Marcin Wyrostek, Marcin Januszkiewicz.
W 2021 roku (5 czerwca 2021) ukazała się kolejna płyta zespołu pt. Usłysz. Zespół stworzył również oprawę muzyczną mszy pogrzebowej Krzysztofa Krawczyka, która odbyła się 10 kwietnia 2021 w archikatedrze w Łodzi. 14 sierpnia 2021 Siewcy wzięli udział w koncercie „Abba Ojcze” podczas festiwalu Jasna Strona Mocy na Jasnej Górze, realizowanym przez TVP. W koncercie wzięli udział również: Piotr Rubik, Rafał Brzozowski, Edyta Górniak, Halina Frąckowiak, Ryszard Rynkowski, Mieczysław Szcześniak, Arka Noego, Katarzyna Cerekwicka, Halina Mlynkowa, Golec uOrkiestra, Pectus, Krzysztof Iwaneczko, fr Stan Fortuna,
W marcu 2023 roku TVP wyemitowała koncert „W nim nadzieja” oparty na muzyce z płyty „Odszedł Pasterz” z aranżacjami muzyki wielkopostnej stworzonej przez zespół. Gośćmi koncertu byli: Alicja Węgorzewska, Siostry Melosik, Katarzyna Gacek-Duda, Krzysztof Cugowski, Skubas, Janusz Radek, Arka Noego, Dana Vynnystka, ks. Maciej Czaczyk. Zespół wziął udział w kilku produkcjach telewizyjnych, m.in. w koncertach wadowickich „Nie zastąpi Ciebie nikt” oraz „Pośród wielu dróg”, poświęconych pamięci św. Jana Pawła II. W grudniu 2023 zespół brał udział w produkcji widowiska „Drogi Jasiu... Listy do o. Jana Góry”, będącego wspomnieniem twórcy Spotkań Lednickich. Gośćmi koncertu byli również: Olga Szomańska, Kamil Bednarek, Arka Noego, Marcin Sójka, Antonina Krzysztoń, Leon Olek, Kasia Hołtra.
25 czerwca 2024 roku zespół został laureatem nagrody STUKOT '56 w kategorii „O BOGA” „za wprowadzenie nowej formy ewangelizacji do Kościoła polskiego, za świadectwo wiary oraz otwartość na młodych ludzi poszukujących Boga”.

## Muzycy

### Obecny skład zespołu[28]
- Piotr „Żarówa” Ziemowski – śpiew, gitara
- Agnieszka Chrostowska – śpiew
- Michał Wolnik – akordeon, instrumenty klawiszowe
- Wiesław Wolnik – gitara akustyczna, sitar, ukulele, charango, wokal wspierający,
- Piotr Woźniak – gitara basowa
- Jan Garstecki – perkusja, instrumenty perkusyjne

### Byli muzycy
- Marcin Pokusa – śpiew, skrzypce,
- Anna Pokusa – śpiew, skrzypce,
- Kuba Topór „Grzybek” – śpiew, skrzypce
- Filip Postaremczak – gitara basowa
- Marcin Chenczke  „Motyl” – gitara basowa, kontrabas,
- Damian Kujawski – akordeon,
- Piotr Kupczyk – perkusja,
- Marcin Rausz – perkusja,
- Dominik Tuchołka – gitara basowa,
- Bartłomiej Karwański – perkusja,
- Martin Wałach – gitara basowa, kontrabas
- Kamil Ziemowski – saksofon altowy, saksofon sopranowy, flety, śpiew

## Dyskografia

### Albumy
| Rok wydania | Tytuł                   | utwory |
| ----------- | ----------------------- | --- |
| 2004        | Tańcem chwalmy Go!      | 1. Słuchaj, Izraelu 2. Chcemy spożyć Pismo Święte 3. Przemień nas, Panie. 4. Jamneńska pieśń wieczorna 5. Z dawna Polski Tyś Królową 6. Błogosławcie Pana 7. Tańcem chwalmy Go. 8. Tak, tak, Panie. 9. Miłosierdzie |
| 2008        | Nie lękajcie się        | 1. Poślij nas 2. Cały Twój 3. Śpiewajmy radośnie 4. Prowadź, Panie 5. Wesel się, Królowo miła 6. Jesteście przyjaciółmi 7. Dialog 8. Odeseł już 9. Litania do JP II 10. Nie lękajcie się 11. Dobranoc, Głowo Święta |
| 2008        | Dla nas i świata całego | Koronka do Bożego Miłosierdzia |
| 2016        | Nasze oczekiwanie       | 1. Ojciec 2. Prośba o Ducha 3. Nie zaczynaj dnia 4. Jesteśmy mocni 5. Bądź pozdrowiona 6. Niech miłość Twa 7. Czas 8. Tango Francesco 9. O Jezu Miłosierny 10. Nasze oczekiwanie 11. Wysłuchaj nas 12. BONUS: Jezu, ufam Tobie, Pieśń Pielgrzyma na ŚDM 2016                                                                                        |
| 2018        | Odszedł Pasterz         | 1. Krzyżu Święty 2. Gorzkie Żale – Pobudka 3. Ogrodzie oliwny 4. Gorzkie Żale – Hymn 5. Gorzkie Żale – Lament duszy nad cierpiącym Jezusem 6. Wisi na krzyżu 7. Jezu Chryste, Panie miły 8. Gorzkie Żale – Rozmowa duszy z Matką Bolesną 9. Płaczcie anieli 10. Odszedł Pasterz od nas 11. Dobranoc, Głowo święta 12. Zmartwychwstał Pan, alleluja! |
| 2021        | Usłysz                  | 1. Oddaję siebie 2. Słyszę Cię 3. Oto ja 4. I dobrze mi jest 5. Podnoszę głowę 6. Idź i kochaj 7. Ty jesteś Drogą 8. Jestem Twój! Amen! 9. Czego chcesz od nas, Panie 10. Abba, Ojcze 11. Zapalamy lampy |

### Single
- Jestem Twój. Amen! (2016)[29][30]
- Idź i kochaj!  (2017)[31]
- Ty jesteś Drogą (2018)[32][33]
- Podnoszę głowę (2019)[34][35]
- Oddaję siebie (2020)[36][37]
- I dobrze mi jest (2020)[38][39]
- Na krańce świata (2022)[40]
- Pragnę iść za tobą (2023)[41]
- Wracam do domu (2024)[42].